# 인조고기밥
인조고기밥은 한 뼘 정도 크기로 자른 인조고기를 삶아서 안에 밥을 넣고 고춧가루 등으로 매콤달콤하게 양념한 음식으로, 조선민주주의인민공화국에서 인기 있는 길거리 음식이다.

## 같이 보기
- 유부초밥
- 인조고기
- 두부밥
- 조선민주주의인민공화국 요리